# Butch-fem
Pour les articles homonymes, voir Butch et Femme (homonymie).
 (octobre 2017).
Si vous disposez d'ouvrages ou d'articles de référence ou si vous connaissez des sites web de qualité traitant du thème abordé ici, merci de compléter l'article en donnant les références utiles à sa vérifiabilité et en les liant à la section « Notes et références ».

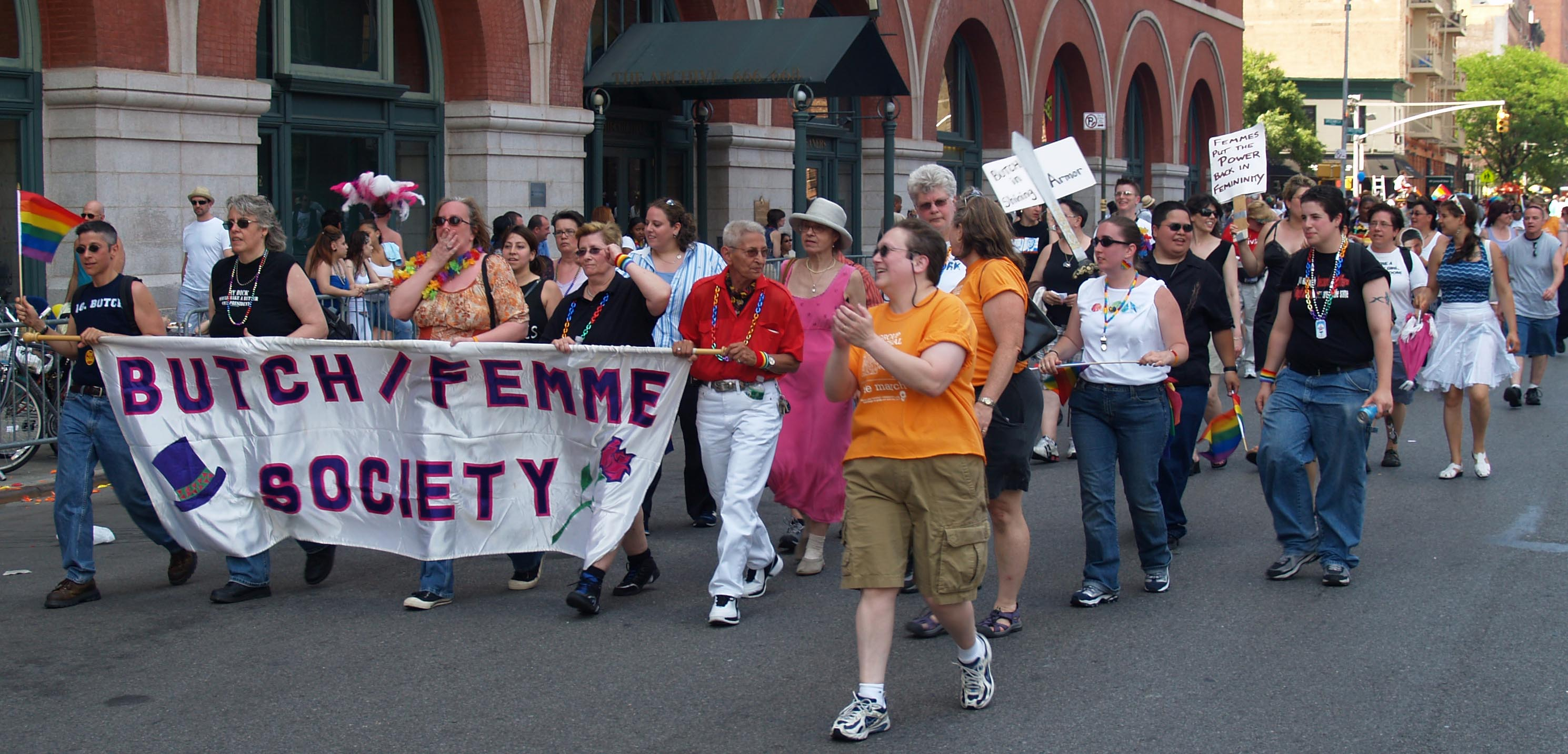
Marche des fiertés 2007 de New York

La relation butch-fem ou butch-femme correspond aux dynamiques entre les deux identités sociales et sexuelles lesbiennes que sont la lesbienne butch et la lesbienne fem.

## Histoire
Étudiées dans la communauté lesbienne de Buffalo, ces identités répondent au besoin d'affirmer la spécificité de la communauté des lesbiennes ; elles fixent alors les comportements. Elles se sont étendues durant les années 1950 et ont structuré la sous-culture des bars lesbiens aux États-Unis et au Canada, reprises sous ce nom au Québec. À cette époque, une butch était censée former un couple avec une fem. En revendiquant visiblement des comportements alors exclusivement masculins, dans le même environnement, les « butches » rendaient visible la communauté lesbienne, mais souffraient davantage des violences et des discriminations. De leur côté, les « fems » pouvaient soutenir les « butches » tout en profitant de l'indifférence qu'elles suscitaient (voir placard), étant moins visibles.
Dans les années 1950, le couple butch-fem est tellement central à l'identité lesbienne que ce sont celles qui n'y rentrent pas, telles qu'Audre Lorde, qui sont marginalisées ; ces pratiques hors butch-fem sont appelées « kikisme ». 
C'est dans les années 1980 et 1990 que s'élève la défense et la réhabilitation de ces identités des années 1950, ainsi que de leurs codes d'identification, sous l'impulsion de Joan Nestle puis des théoriciens queer. En France, ces mots parviennent dans les années 1990 et 2000, où existaient déjà des vocables pour désigner les lesbiennes masculines tels que « camionneuse », ou « jules »/« nana » pour désigner un couple.
Dans les années 1990, avec Trouble dans le genre, Judith Butler analyse la dichotomie « butch-fem » d'un point de vue féministe. Elle soutient que le fait que des populations autres qu'hétérosexuelles puisse parodier des comportements hétéronormés montre que cette dualité des comportements n'est pas naturelle mais intégrée[réf. nécessaire] via un système de normes culturelles acquises.

## Pratique sociale

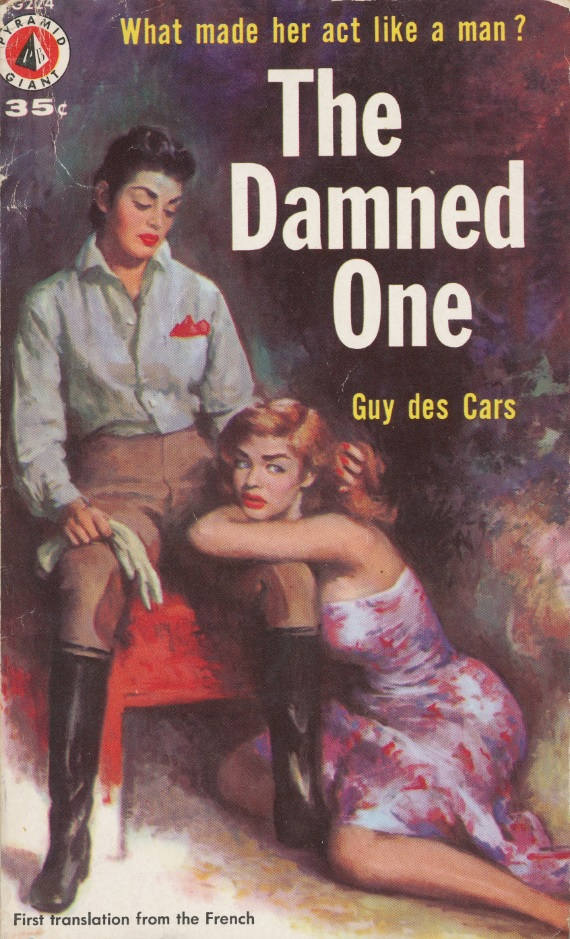
Couple lesbien dessiné par George Ziel en couverture de The Damned One, traduction en anglais du roman de Guy des Cars La Maudite (1956).

L'apparente fixité des identités est contrebalancée par l'expression des goûts et des différences individuelles, offrant la possibilité de moduler les identités. Sans contrainte, les personnes homosexuelles peuvent adopter ou rejeter l'une ou l'autre de ces identités, ou les deux. Elles ont représenté alternativement des identités à défendre et à préserver, ou à critiquer et dépasser. Au fil de leur développement historique, récent, elles ont participé à la construction sociale des identités de genre et à la liberté de choix des éléments de différences.